# Ursulaea
Ursulaea R.W.Read & H.U.Baensch  é um género botânico pertencente à família Bromeliaceae, subfamília Bromelioideae.
O gênero foi nomeado em homenagem a Ursula Baensch, reprodutora de plantas e co-autora com seu marido da obra "Bromeliads florescendo"
Ursulaea apresenta apenas duas espécies conhecidas, e são endêmicas no México.

## Espécies
- Ursulaea macvaughii (L.B.Smith) R.W.Read & H.U.Baensch
- Ursulaea tuitensis (Magaña & E.J.Lott) R.W.Read & H.U.Baensch